# Блест Гана Альберто
Блест Гана Альберто (ісп. Alberto Blest Gana, 14. VI 1830, Сантьяго — 8. XI 1920, Париж) — чилійський письменник.

## Творчість
Засновник чилійського роману. У 1871—1895 роках працював на дипломатичній службі в Європі. Ранні романи — «Обмани і розчарування» (1855), «Перша кохання» (1858) та ін. — близькі до романтизму. Велику роль у переході Б. Г. на позиції реалізму відіграв творчість О. де Бальзака. Б. Г. створив своєрідну «людську комедію Чилі» — романи «Арифметика в коханні» (1860), «Мартін Рівас» (1862), «Ідеал гуляки» (1863) та ін. Автор історичного роману «В епоху Реконкісти» (1897). Соціально-сатиричне звучання романів «На чужому грунті» (1904) та «Безумець Естеро» (1909) посилене песимістичною оцінкою дійсності.